# Леџенд Лејк (Висконсин)
Леџенд Лејк (енгл. Legend Lake) насељено је место без административног статуса у америчкој савезној држави Висконсин.

## Демографија
По попису из 2010. године број становника је 1.525, што је 8 (-0,5%) становника мање него 2000. године.
| Група             | 2000.       | 2010.       |
| Белци             | 431 (28,1%) | 382 (25,0%) |
| Афроамериканци    | 1 (0,1%)    | 14 (0,9%)   |
| Азијати           | 0 (0,0%)    | 0 (0,0%)    |
| Хиспаноамериканци | 48 (3,1%)   | 42 (2,8%)   |
| Укупно            | 1.533       | 1.525       |